# بوزبير
بوزبير قرية تابعة لبلدية حاسي الرمل ولاية الأغواط و تبعد عنها بحوالي 25 كم جنوبا على الحدود مع ولاية غرداية.
و هي قرية صغيرة تضم حوالي ألف ساكن حديثة النشأة ، اذ كانت عبارة عن تجمع سكاني صغير يفتقر للخدمات ، حتى بادرت السلطات المحلية بتهيئة القرية و انشاء بعض المرافق الخداماتية لسكان المنطقة.
غالبية السكان من عرش مخاليف الصحراء ـ الحجاج ـ رحمان ـ الحرازلية ـ أولاد نايل و غيرهم

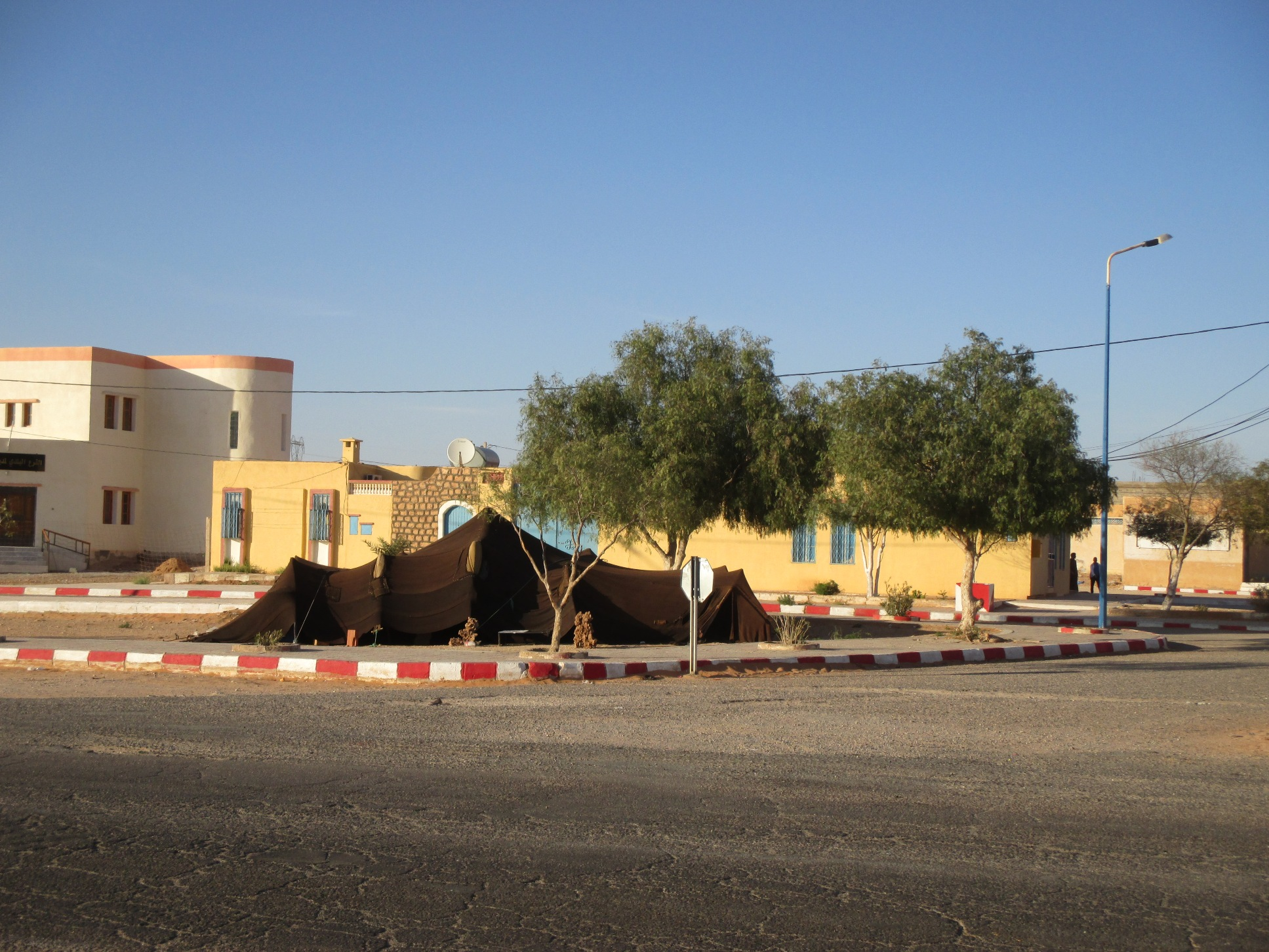
بوزبير